# Горшок (Альфред Хичкок представляет)
«Горшо́к» (англ. The Jar) — одна из серий телесериала «Альфред Хичкок представляет», снятая режиссёром Тимом Бёртоном по истории Рэя Брэдбери. Ремейк одноимённого эпизода сериала «Час Альфреда Хичкока» (англ. The Alfred Hitchcock Hour), снятого Норманом Ллойдом в 1964 году.
Премьера (19-я серия 1-го сезона сериала) состоялась 6 апреля 1986 года.
Название фильм получил благодаря медицинскому стеклянному сосуду, банке, которую возит повсюду с собой главный герой сериала. Так как долгое время о этом эпизоде сериала не было никакой информации, среди русских поклонников Тима Бёртона и в прессе устоялось не совсем верное название «Горшок», являющееся дословным переводом оригинального названия.
Тем не менее канал РЕН ТВ транслировал фильм под более подобающем названием «Банка».
Начало фильма, действие которого происходит в 40-х годах XX века снято монохромным, в стилистике, напоминающей фильмы-нуар 1930-х годов. Дальнейшее повествование происходит в цветном варианте.

## В ролях
- Альфред Хичкок — Ведущий сериала
- Пол Бартел — Критик
- Гриффин Данн — Нолл
- Фиона Льюис — Эрика
- Ларейн Ньюман — Перивинкль
- Стивен Шеллен — Гарсон
- Петер Риш — Счастливчик Кауфман
- Вернер Почат — Нацист

и другие

## Сюжет
1940-е годы. Девушка, спасаясь от преследований нацистов, прячется в небольшом магазинчике, заставленным разнообразными банками с заспиртованными животными. Её преследует немецкий офицер (Пол Вернер) с винтовкой наперевес. Внезапно взгляд фашиста приковывает один из экспонатов, выставленных на полках. Он очаровывает офицера. Заставляет отложить оружие в сторону. Фашист уходит. Девушка, схватив его винтовку, стреляет врагу в спину.
Действие переносится в наши дни. Перед нами выставка современного искусства: скульптуры с аквариумами вместо голов. Точнее — это выставка мистера Нолла (Гиффин Данн). Прогуливающийся по выставке критик (Пол Бартел) наговаривает на диктофон обидную рецензию на экспонаты выставки. Это случайно слышит сам Нолл.
Расстроенный Нолл, игнорируя уговоры своего приятеля Гарсона (Стивен Шеллен) и жены Эрики (Фиона Льюис), уезжает за утешением в автомастерскую, которой заведует карлик Счастливчик Кауффман. Нолл скупает у Кауффмана детали разбитых машин. Под открывшимся капотом одной из них Нолл находит медицинскую банку со странным содержимым.
Нолл приносит банку на выставку и устанавливает в качестве центрального экспоната. Эрика против такого поворота художественной мысли мужа. Однако Гарсон, околдованный увиденным, вместо того, чтоб хоть как-то поддержать Эрику, в спешке покидает выставочный зал.
На следующий день таинственный сосуд становится центром всеобщего внимания, вызывая самые разнообразные (порой непредсказуемые) эмоции. Все просто восхищены увиденным.
Находясь в некотором подобии транса, зрители раскупают все скульптуры Нолла.
Тем временем содержимое банки подаёт признаки жизни.
На обеде в честь Нолла всплывает тот факт, что Нолл не является автором банки. Однако попытки поднять Нолла на смех сходят на нет под влиянием таинственной силы содержимого банки. После обеда, в то время когда гости углубляются в созерцание волшебного экспоната, Первинкл (Ларейн Ньюман), одна из друзей Нолла, пытается вскрыть вены. Её удаётся спасти.
В больнице Нолл пытается узнать у Первинкл, что толкнуло её на самоубийство. Первинкл сознается что в этом виновата банка.
В это же время Гарсон закатывает Эрике, с которой у него любовная связь, скандал. Ему кажется, что кто-то из банки следит за ним. Эрика в ответ предлагает уничтожить содержимое банки. Околдованный Гарсон уходит от Эрики. Эрика винит в своих бедах банку. Желая покончить с ней, она открывает крышку и едва опустив в банку руку, тут же отдёргивает её. Банка падает. Существо, содержавшееся в ней, выскальзывает под диван. Эрика пытается достать его из под дивана… В этот момент её подхватывает Нолл. Он сам достает диковинное существо из-под дивана. И тут Эрика вонзает в существо нож. Нолл и Эрика дерутся за обладание существом из банки — в пылу драки они разрывают существо на части.
И вот снова выставка. Публика созерцает нечто в банке, установленное на постамент. Нолл сообщает, что они с Эрикой расстались, и что его новая работа — объект особого вдохновения.
Финальный крупный план банки позволяет рассмотреть внутри сосуда нечто покрытое страшными шрамами.

## Факты
- Альфред Хичкок, появляющийся в начале (запертый в бутылку) и конце эпизода, — на самом деле архивная съёмка режиссёра, умершего в 1980 году, позднее раскрашенная.
- В роли нациста, под псевдонимом Пол Вернер, в фильме появляется Вернер Почат, актёр австрийского происхождения, более известный своим участием в создании фильмов «Зловещие мертвецы-4», «Дом Ктулху», «Демоны-3», «Поезд в ад».
- Культовый режиссёр Пол Бартел появляется в фильме в роли арт-критика.
- В версии 1964 года в банке содержалось существо, описываемое как «осьминог, поросший волосами».
- В 1992 году появился римейк «Горшка», срежиссированный Рэнди Брэдшоу для серии «Театр Рэя Брэдбери». Сценарий для него, в отличие от фильма Тима Бёртона, написал лично Рэй Брэдбери.
- В 1995 году Бёртон признался, что этот фильм снимать ему было тяжелее всего.